# La Nueva Isabela
La Nueva Isabela was een stad op het eiland Hispaniola. Er wordt aangenomen dat het ontstaan van de stad is begonnen met de ontsnapping van Miguel Diaz uit het noordelijke La Isabela, omdat hij een collega ernstig had verwond.
Diaz belandde in het zuiden van het eiland bij de rivier Haina, in de cacicazgo Maguana, het gebied van Cacique Caonabó. Nadat hij was ingeburgerd trouwde hij met Catalina, een inheemse vrouw die hem de locatie van de rijke goudmijnen van Rio Haina toonde. Met deze ontdekking keerde Miguel terug naar La Isabela, verzekerd van vergiffenis in ruil voor informatie.
Men was verwonderd dat Diaz nog leefde en hij kreeg vergeving. Voor de terugreis van Christoffel Columbus naar Spanje in 1496, gaf hij zijn broer Bartholomeus opdracht om het te controleren en een locatie voor een nieuwe nederzetting te zoeken. Na het vertrek van Christoffel begon Bartholomeus met de bouw van een nieuwe nederzetting op de oostelijke oever van de rivier de Ozama, ter vervanging van La Isabela aan de noordkust.
De stad had oorspronkelijk de naam "La Nueva Isabela, Puerto Santo Domingo van het Spaanse eiland." De naamgeving van Santo Domingo is een mysterie. Naar wordt aangenomen, was het ter ere van Domingo (vader van Columbus), terwijl anderen beweren dat Bartholomeus, onzeker over de naam, op de kalender zag dat 8 augustus was gewijd aan Santo Domingo de Guzmán zoals het ook nu wordt genoemd.

## Vernietiging en herbouw
De stad werd al snel bevolkt, zonder veel grootsheid. Op 30 augustus 1498 kwam Christopher Columbus op zijn derde reis naar de Nieuwe Wereld in La Nueva Isabela, wat toen werd beschouwd als de hoofdstad van het eiland Hispaniola.
In juli 1502, de stad bestond toen uit 45 houten huizen, werd het verwoest door een orkaan. De nieuwe gouverneur Nicolás de Ovando begon, op de westelijke oever van de rivier Ozama, een nieuwe nederzetting te bouwen, die uitgroeide tot het huidige Santo Domingo de Guzmán. Deze stad diende als model van de stedelijke structuur voor de nieuwe steden van het continent.
Waar nu de kerk van Santa Barbara staat, werkten de Taíno-indianen tot aan hun dood in de steengroeve. Elke dag kregen zij een volume op en wie niet wilde werd 's nachts opgehangen. Elke nacht was er wel iemand die dit overkwam.
De reconstructie van de stad verliep snel. In 1503 kon het nieuwe Santo Domingo, dankzij nieuwe planologische voorschriften, met rechte straten en gemakkelijke doorgangen, officieel in gebruik worden genomen. De ontwikkeling van de stad ging voorspoedig, vooral doordat het een strategisch referentiepunt voor expedities en veroveringen was.